# كارولين كيلل
كارولين جيبتانيو كيلل (بالإنجليزية: Caroline Kilel) (من مواليد 21 مارس 1981) عداءة كينية متخصصة في سباق المسافات الطويلة على الطرقات، بما في ذلك سباق الماراثونات. وكانت الفائزة في ماراثون بوسطن 2011 وماراثون فرانكفورت في 2010 و 2013.
فازت كيلل أيضا بسباق الماراثون في ليوبليانا، تايبيه، نيروبي وباليرمو. أفضل رقم شخصي لها هو (02:22:34) (في ماراثون فرانكفورت عام 2013). و أفضل رقم شخصي لها في نصف الماراثون لها (01:08:16).

## روابط خارجية
- كارولين كيلل على موقع الاتحاد الدولي لألعاب القوى (الإنجليزية)
- كارولين كيلل على موقع اتحاد ألعاب الكومنولث (مؤرشف) (الإنجليزية)